# アレックス・マフィ
ジョシュア・アレキシオ・"アレックス"・マフィ（Joshua Alekisio "Alex" Mafi、1996年11月7日 - ）は、JAPAN RUGBY LEAGUE ONE東京サントリーサンゴリアスに所属するラグビーユニオンの選手。

## 略歴
高校オーストラリア代表に選ばれ、18歳のときにレッズと契約した。
クイーンズランド・カントリー、レッズを経て、2018年、NTTコミュニケーションズシャイニングアークス(現・NTTコミュニケーションズ シャイニングアークス東京ベイ浦安)に加入。同年10月20日に行われたジャパンラグビートップリーグ第7節の宗像サニックスブルース戦に途中出場で日本での公式戦初出場を果たす。
2019年、NTTコミュニケーションズシャイニングアークスを退団した。
2023年、レベルズに加入。
2024-25シーズンに東京サントリーサンゴリアスに入団。